# Commessura anteriore delle labbra
Nell'anatomia femminile la  commessura anteriore delle labbra  è una delle due commessure della vulva.

## Anatomia
Si ritrova a 15 mm dal clitoride e appena al di sotto del monte di Venere, l'altra commessura è chiamata labiale posteriore.